# 方升普
方升普（1915年—1981年），河南商城吴家店区斑竹园乡人（今安徽金寨县），中国人民解放军少将。

## 生平
方升普於1929年加入中国工农红军红四军，擔任過班长、排长。而後歷經红二十五军第七十五师二二五副连长、副营长，豫陕游击师师长，第七十四师副师长兼参谋长等職，曾經参與长征。在抗日战争中出任晋豫游击支队副司令员兼参谋长、政治委员，八路军129师新编一旅二团、一团团长，太行军区第七军分区副司令员，豫西抗日游击第一支队副司令员，豫西军区第一军分区副司令员。第二次国共内战爆發後，任中原军区第一纵队一旅副旅长、华东野战军第一纵队独立师师长、太岳军区副司令员、华北军区第十五纵队副司令员兼第四十三旅旅长以及第二野战军六十二军副军长。
1949年中华人民共和国成立，方升普至西康军区出任副司令员、代司令员，而後歷經总高级步兵学校第一副教育长、防空军第一军军长、福州军区和兰州军区空军副司令员等職。1955年時被升至少将，获頒二级八一勋章、二级独立自由勋章和一级解放勋章。
夫人 肖谷，原西安日报社负责人。